# 色名
色名（いろめい、しきめい）とは、色に対して付けられた名前である。「赤」や「青」などがある。
色名と実際の色の関係は、言語や文化によって異なる。
また、同じ文化圏でも、人や書籍によって揺れがある。

## 色と色名
色を正確に表現する場合には色空間が用いされる。色空間を用いると色相、彩度、明度などのパラメータで色を厳密に表現できる（表色系などを参照）。
しかし、多くの場面では伝統的・慣用的に用いられてきた色名が使用される。
色名と色との関係は一対一であるとは限らない。
ある1つの色名が指し示す色にはある程度の幅があり、その幅も色名によって異なる。逆に、ある色の領域を指し示す色名が複数ある場合もある。
例えば、可視光線のうち620nm付近を中心として約600～780nm程度の波長領域に相当する色を、「赤」と呼ぶことがある。
しかし、この範囲には様々な色が含まれており、
より細かく区別する必要がある場合には、「橙」「紫」「朱色」「緋色」「ワインレッド」などの色名を用いる。
さらに、「ピンク」や「茶色」は「赤」とは
明度や彩度によって区別されることが多いが、色を細かく区別する必要がない場合にはピンクや茶色の範囲も含めて「赤」と呼ぶこともある。

## 基本色名
基本色名は、伝達手段として色を言葉で表示する際に基本となる色の名前である。有彩色と無彩色に分類される。色を系統的に分類する際の最も典型的な要素として扱われるため、これらの色に関しての経験と認知は誰にとっても共通のものであるという前提におかれる。
日本のJIS規格では、無彩色に白(white)・灰色(gray)・黒(black)の3種類が用いられている。有彩色には赤(red)・黄(yellow)・緑(green)・青(blue)・紫(purple)に加え、これらの中間的な色を表す基本色名として黄赤(yellow red, orange)・黄緑(yellow green)・青緑(blue green)・青紫(purple blue, violet)・赤紫(red purple)の10種類が採用されている。また、JIS規格に影響を与えたアメリカのISCC-NBS色名法では、最も基本的な色名としてwhite・gray・black・red・orange・yellow・yellow green・green・blue・purple・pink・brown・oliveの13種類を採用している。
これらの基本色名は、それぞれの文化的な背景を強く反映しており、マンセル表色系における表記とは必ずしも一致していない。

## 系統色名
系統色名は基本色名に修飾語を組み合わせた色の表記方法のことである。JIS規格においては「物体色を系統的に分類して表現できるようにした色名」と定義される。
基本色名は色を分類する上で最も基本になる色名であるが、複数の基本色名の境界領域に存在する色を表すには不十分であり、色空間の中に命名することができない色域が残されてしまう。
そこで、修飾語を付加することで色域を表示する。ここで述べる修飾語とは、明度・彩度・色相に関する形容詞等である。
JIS規格では、このような修飾語は
有彩色の明度及び彩度に関する修飾語鮮やかな(vivid)、明るい(light)、強い(strong)、濃い(deep)、薄い(pale)、柔らかい(soft)、くすんだ(dull)、暗い(dark)、ごく薄い(very pale)、明るい灰みの(light grayish)、灰みの(grayish)、暗い灰みの(dark grayish)、ごく暗い(very dark)
無彩色の明度に関する修飾語薄い(pale)、明るい(light)、中位の(medium),暗い(dark)
色相に関する修飾語赤みの(reddish)、黄みの(yellowish)、緑みの(greenish)、青みの(bluish)、紫みの(purplish)（無彩色ではさらに細かく分類される）
の3つに分類されている。これらの修飾語と基本色名を用いて、鮮やかな黄みの赤(vivid yellowish red)といった命名が可能になる。このような表示方法を用いることによって、色空間におけるあらゆる色を系統色名で命名することができる。また、系統色名から色を想像することも容易となる。一方、1つの系統色名が表す色域はある程度の幅を持っており、明度・彩度・色相を記号や数字を用いて表示する方法に比べて厳密性に欠けるという特徴があるため、正確な色表示にはやや不向きである。

## 固有色名
基本色名や系統色名は、色空間に属する色域を分割し区別するための表示方法であるが、固有色名はそれらとは異なり、ある特定の色に対して与えられた個別の名称のことである。
固有色名は、それが用いられる文化圏においてそれぞれの何らかの由来や意味を持っていることが普通である。例えば、その色を得る直接の材料となった染料や顔料に由来する色名や、その色から喚起されるイメージに合う動植物や自然物・人工物などから採用された色名が多い。
染料や顔料に由来する例としては、タデアイの葉を染料として得られる藍色、硫化水銀を原料とする朱色などがある。
色のイメージに由来する例はさらに多く、
桜の花に由来する桜色、空の色に由来する空色、水の色に由来する水色がある。
利休茶、新橋色、ロイヤルブルー、レモンイエローといったように人物・地名・身分など、様々な対象が色のイメージに重ねられる。
固有色名は、その喚起されるイメージによって季節感や感情などとも密接に結び付いており、その社会における色彩に対する感受性を色濃く反映しているといえるだろう。

### 慣用色名
固有色名の中でも、特に日常的に使われ一般に広く知れ渡っているものを慣用色名と呼ぶ。茜色、山吹色、ラベンダーなど。
日本工業規格(JIS)ではJIS慣用色名(JIS Z 8102:2001)として269色の物体色を規定している。
ベティ・エドワーズは、20世紀後半からアメリカで慣用的に使われているシーフォーム・グリーン、パンプキン、エッグシェルといった色名は、ビニー＆スミス社が販売しているクレヨン、クレオラの影響が大きいと指摘している。

### 伝統色名
古来から使われ続けてきた伝統的な色名。慣用色名と重なることも多い。縹色や瓶覗、萌葱色等。

### 流行色名
時代の風俗や技術を反映し、一時的に流行して生まれた色名。商業的な目的で色のイメージを美化するために採用された恣意的な色名であることがしばしばある。慣用色名と重なることも多い。新橋色やミッドナイトブルーなど。

## バーリンとケイの基本色名
ある色がどの基本色名で呼ばれるかは文化によって大きく異なる。例えば、英語の「yellow」は「ochre」（黄土色、或いは茶色に近い色）を含んでおり、日本語の「黄」よりも範囲が広い。又、漢字文化圏（古代中国、朝鮮半島、日本、ベトナム）やマヤ文明では、「green」と「blue」を区別せずに「青」と呼ぶ。
上述のバーリンとケイは大学院のセミナーの研究で98種の言語を比較し、言語によって基本色の数は異なること、基本色が対応する色の範囲が異なること、言語の進化によって次第に基本色が分化し増えてゆくことなどを見出した。
彼らは色名は全ての言語において、以下の順序で進化するという法則があると報告している。
1. 白（white）と黒（black）は全ての言語にある。
2. 色名が3つなら赤（red）がある。
3. 色名が4つなら緑（green）または黄（yellow）がある。
4. 色名が5つなら緑と黄がある。
5. 色名が6つなら青（blue）がある。
6. 色名が7つなら茶色（brown）がある
7. 色名が8つ以上なら、紫（purple）、桃（pink）、橙（orange）、灰（gray）か、それらのうちどれかを組み合わせた色がある。

## 日本語の色名とその語源
上述のバーリンとケイによる定義に従えば、現代の日本語において基本色名と言える色は「赤」「青」「白」「黒」の4色であり、これらは古代から用いられている。他の色は、鉱物・植物名などからの借用が多い。
古代からある色が上記4色である事実は現代日本語においても、その使い方の中に見られる。この4色は形容詞があり、「赤い」「青い」「白い」「黒い」という。また、「アカアカと」、「シラジラと」、「クログロと」、「アオアオと」のように副詞的用法を持つ色もこの4色のみである。
黄は「黄色い」、茶は「茶色い」というように「色」を含めないと形容詞として使えない。この「黄色い」「茶色い」という形容詞は江戸時代後期から定着したものと思われる。
他の色名は、漢語・外来語も含めて、例えば名詞が後続する場合、「緑の」「紫の」「紺の」「ピンクの」あるいは「緑色の」「紫色の」「紺色の」「ピンク色の」というような形容詞の代わりとなるような表現はあっても、形容詞そのものとしては使えない。
また、日本語の「青」は「緑」より遥かに古い時代に遡り、緑を含む場合がある。これについて日本語学者の小松英雄は、日本語を反証と見なさざるを得ないが、法則に違背しない解釈も可能としている。
それぞれの語源は、以下の通りとされる。
アカ（赤）
「アケ（朱）」「ア（明）ける」「アカ（明）るい」と同源で、夜が明けて明るくなるという意味から色の赤に転用されたもの。
クロ（黒）
古くは玄の字が多く使われた。「ク（暮）レる」「クラ（暗）い」と同源で、日が暮れて暗くなるという意味から色の黒に転用されたもの。その際、母音交替（a→o甲）を起こしただけでなく、アクセントまでも高起式から低起式に変化しているのは後述のシロと共通している。染料のクリ（涅。水底の黒土。クロと同様低起式）は意義分化に伴ってアクセント変化を遂げた後にクロから生じたもの。
アヲ（青）
植物名で染料名でもある「アヰ（藍）」と同源。後述する「シル（顕）し」の対語で、はっきりしないという意味から色の青に転用されたもの。
シロ（白）
「シル（知）」「シルシ（印）」と同源で、はっきりした様を表す「シル（顕）し」が、色の白に転用されたもの。その際、u→o甲（詳しくは上代特殊仮名遣参照）に母音交替したのみならず、アクセントまでも高起式から低起式に変化しているのは注目される。
古代日本語では、明るい色はアカ、暗い色はクロ、はっきりせず曖昧な色はアヲ、はっきりした色はシロと呼ばれていたと思われる。これらはマンセル表色系等における明度、彩度の概念を想起させる。原始日本語においてはクロの対義語はシロではなくむしろアカであったと思われる。しかし、現代において「赤」と呼ばれる色ははっきりした（彩度が高い）色であり、「白」と呼ばれている色は明るい（明度が高い）色であることから、赤と白の間で言語の逆転が起こったと思われる。語源からも分かるように、奈良時代には既にシロ甲／クロ甲のようにロの母音が同じロ甲類音になっており、シロとクロが対義語として捉えられるようになっていたようである。
「白黒はっきりさせる」などのように、或いは警察関係の隠語でシロ・クロというように、シロがクロに対置されるようになった経緯については様々な意見が見られるが、「クラさ」に対する「アカるさ」が、「事物を明瞭にシルことができること」として意味が移り変わっていったことや、中国から入ってきた五行思想の色彩観の影響が理由として挙げられている。
「ミドリ（緑）」の語源ははっきりしない。「みどりの黒髪」という言い回しがあるが、『みずみずしさを感じさせる艶のある黒髪』を意味である。
日本文化の四原色の中で「ミドリ」は「アヲ」に含まれる。
現代でも、greenを青の一部とする用法は方言などに広く残っている。進行を表す信号は法令により「緑色信号」と定められており、実際、緑色に分類される色が用いられているにもかかわらず、「青信号」という呼び方が定着している。現在では法令の方が『実情に合わせて』改正され、「青信号」となった。
「キ（黄）」は葱（キ）の食べる部分の色という説が有力で、萌葱が由来の萌黄という色名も古くからある。
「ムラサキ（紫）」「チャ（茶）」は、染料の名前に由来する。
「ハイ（灰）」は灰の色に由来する。